# 米克·安黛拉-鲍尔
玛利亚·艾格尼丝·亨丽特·“米克”·安黛拉-鲍尔（Maria Agnes Henriëtte "Mieke" Andela-Baur，1923年2月5日—2016年1月2日），是一名荷兰政治家。1976年至1986年期间，她代表基督教民主党，担任荷兰众议院议员。她此前也活跃于弗拉讷克阿迪勒市政委员会和弗里斯兰省的地方政治事务。

## 生平
1923年2月5日，鲍尔出生于荷兰新哈根，并在当地接受小学教育，后转入鲁尔蒙德的國民中學。1945年，她毕业于波斯特林的当地科技学校。
1948年，鲍尔结婚，并改姓为安黛拉-鲍尔。安黛拉-鲍尔夫妻共同生育了十名孩子，她在农场工作，并在当地的科技学校任教。此外她还担任当地天主教农村妻子会的主席，任至1976年。
1948年，她加入天主教民主党。并在1970年，竞选并当选弗里斯兰省委员（任期自1970年6月3日至1978年6月7日），同年担任弗拉讷克阿迪勒市政委员会委员（任期自1970年9月1日至1976年8月）。
1976年至1986年，安黛拉-鲍尔代表天主教人民党、基督教民主党，连续四届担任荷兰众议院议员。任期分别为1976年8月24日 – 1977年6月8日、1978年8月3日 – 1981年6月10日、1981年9月9日 – 1982年9月16日、1982年11月11日 – 1986年6月3日。她在众议院中积极参与健康、少数民主文化、弗里西语等议案。
1988年4月29日獲頒奧蘭治-拿騷官佐勳章。2016年1月2日，她病逝于博尔斯瓦德，享年92岁。